# Columbiaklasse

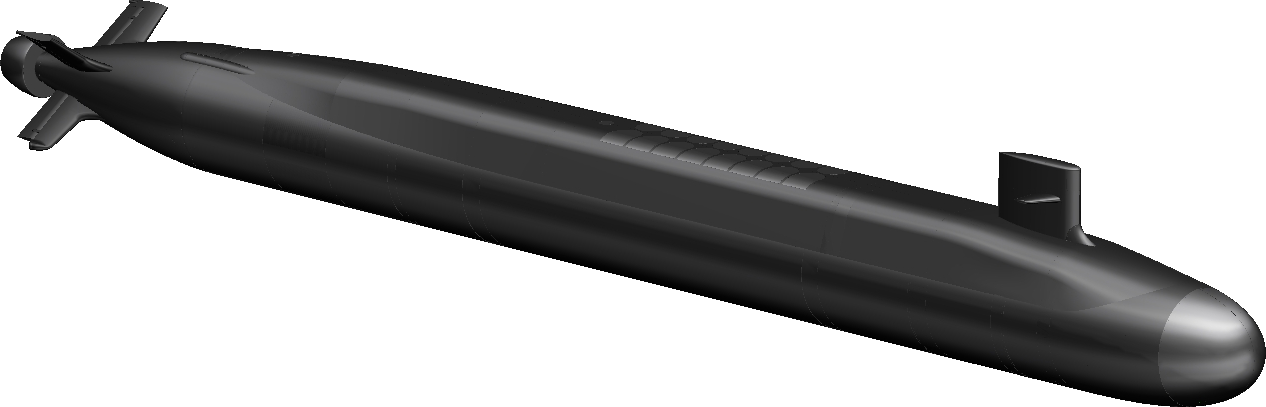

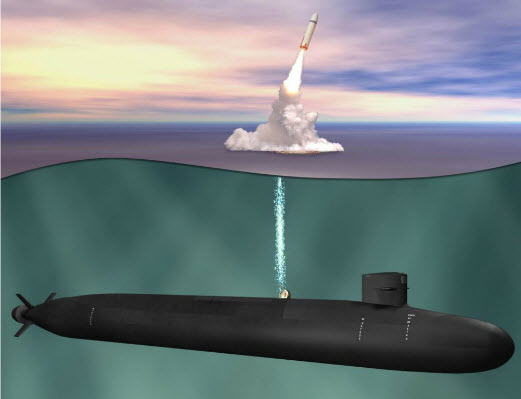

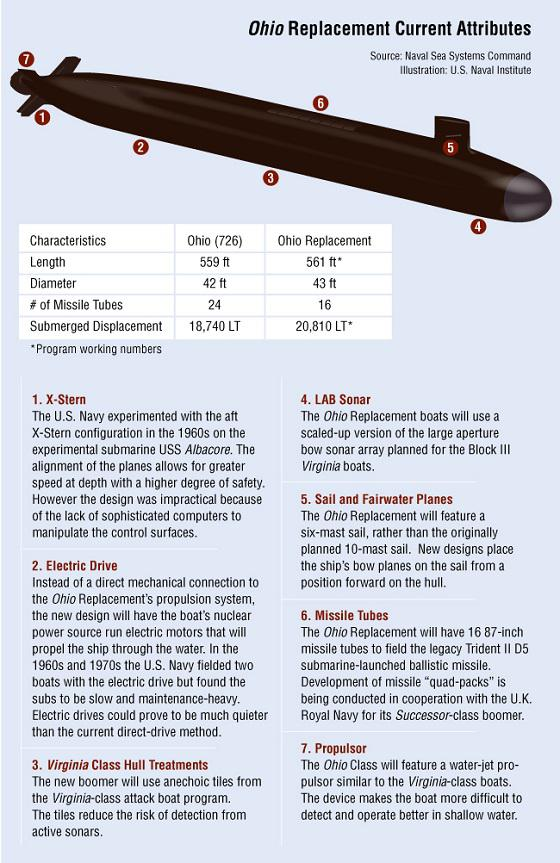

De Columbiaklasse is een klasse van nucleair aangedreven strategische raket-onderzeeërs (Ship Submersible Ballistic Nuclear, SSBN) van de United States Navy. Het project stond, voor de naam Columbia vastlag, ook gekend als Ohio Replacement Submarine en SSBN-X Future Follow-on Submarine.
De onderzeeërs zijn in de ontwerp- en constructiefase. De bouw van het eerste schip in de klasse begon op 1 oktober 2020, en het schip zal naar verwachting in 2031 in de vaart komen.  Op 3 juni 2022 kondigde de marine aan dat het schip de naam USS District of Columbia (SSBN-826) zal krijgen, omdat er al een aanvalsonderzeeër is met de naam USS Columbia (SSN-771). Desalniettemin is de marine sindsdien naar de klasse blijven verwijzen als Columbia.
De Columbiaklasse moet de Ohioklasse van onderzeeërs met ballistische raketten vervangen, waarvan de resterende boten nadien worden ontmanteld. De Columbiaklasse zal de rol van onderzeeëraanwezigheid in de strategische kernmacht van de Verenigde Staten voor het afschrikkingsevenwicht overnemen. 

## Ontwerp en ontwikkeling
General Dynamics Electric Boat ontwierp de nieuwe klasse met hulp van Newport News Shipbuilding. Er zijn in principe in totaal 12 onderzeeërs gepland, en de bouw van de klasseleidende boot begon in 2021. Elke onderzeeër zal 16 raketbuizen hebben, elk met één UGM-133 Trident II D5LE-raket voor de eerste acht onderzeeërs van de klasse. (De verwachting is dat vanaf de negende en latere Columbia's de verbeterde D5LE2's zullen ontvangen.) De onderzeeërs zullen 170,7 m lang en 13,1 m in diameter zijn, even lang als het ontwerp van de Ohioklasse, en 30 cm groter in diameter.
Om te bepalen hoeveel onderzeeërs nodig zouden zijn voor de strategische kernmacht van de VS, berekenden de planners van de marine hoeveel raketten er op een bepaald moment op zee en op het station nodig zouden zijn, hoeveel elke onderzeeër zou moeten vervoeren en de waarschijnlijkheid dat een onderzeeër onontdekt zal blijven door de vijand en in staat zal zijn om te lanceren. Ze onderzochten ook hoe het vereiste onderhoud de beschikbaarheid zou beïnvloeden. 
Kostenbesparende studies onderzochten ontwerp- en constructiemogelijkheden, waaronder het alternatief van het toevoegen van raketbuizen aan het ontwerp van de Virginiaklasse aanvalsonderzeeër, het bouwen van Ohioklasse vervangende onderzeeërs met behulp van bijgewerkte Ohioklasse ontwerpen en het ontwikkelen van een geheel nieuw Ohio Replacement Submarine-ontwerp. De marine concludeerde dat een nieuw ontwerp de goedkoopste optie zou zijn die aan alle technische vereisten kon voldoen. Bijvoorbeeld, terwijl de aangepaste Virginiaklasse en bijgewerkte Ohioklasse ontwerpopties een dure mid-life bijtankbeurt zouden hebben vereist, zal conform het nieuwe ontwerp elke nucleaire kern van de Columbiaklasse net zo lang meegaan als de onderzeeër in dienst is.
Het ontwerp en de technologische ontwikkeling van de Columbiaklasse zal naar verwachting $ 4,2 miljard (fiscale dollars van 2010) kosten, waarbij technologie en componenten uit de Ohio- en Virginiaklassen waar mogelijk zijn opgenomen om geld te besparen. De kosten voor de bouw van USS District of Columbia, de leidende boot van de klasse, zullen naar schatting $ 6,2 miljard bedragen (fiscale dollars van 2010). De marine heeft als doel de gemiddelde kosten van de resterende 11 geplande rompen in de klasse te verlagen tot $ 4,9 miljard per stuk (fiscale dollars van 2010). De totale levenscycluskosten van de hele klasse worden geschat op $ 347 miljard.

## Geschiedenis
In april 2014 voltooide de marine een specificatierapport van 300 pagina's voor de onderzeeërs van het Ohio Replacement Program. Er zijn 159 specificaties, waaronder wapens, ontsnappingsroutes, vloeistofsystemen, luiken, deuren, zeewatersystemen en een ingestelde lengte van 170 m, deels om voldoende volume in de drukromp mogelijk te maken.
In maart 2016 koos de Amerikaanse marine General Dynamics Electric Boat als hoofdaannemer en hoofdontwerpwerf. Electric Boat, die alle 18 onderzeeërs van de Ohioklasse bouwde, zal het meeste werk aan alle 12 Columbiaboten doen, inclusief de eindmontage. Newport News Shipbuilding van Huntington Ingalls Industries zal dienen als de belangrijkste onderaannemer, deelnemen aan het ontwerp en de bouw en 22 tot 23 procent van het werk doen.
Eind 2016 waren zo'n 3.000 medewerkers van Electric Boat betrokken bij de gedetailleerde ontwerpfase van het programma en de aanschaf van de eerste onderzeeër was gepland voor 2021. De voltooiing van de eerste onderzeeër was gepland voor 2030, gevolgd door de ingebruikname in 2031. Alle 12 onderzeeërs zullen naar verwachting in 2042 klaar zijn en tot 2085 in dienst blijven.
De Columbiaklasse werd op 14 december 2016 officieel benoemd door secretaris van de marine Ray Mabus, en de leidende onderzeeër zal USS District of Columbia (SSBN-826) zijn. Op 28 oktober 2020 kondigde de Amerikaanse marinesecretaris Kenneth J. Braithwaite aan dat de tweede onderzeeër USS Wisconsin (SSBN-827) zou worden genoemd, naar de Amerikaanse staat met dezelfde naam.
Op 7 juni 2021 kondigde het begrotingsbureau van de Amerikaanse marine aan dat de totale kosten voor het District of Columbia $ 15.03 miljard zouden bedragen, inclusief planningskosten voor het hele programma. Vanaf april 2023 bedragen de geschatte bouwkosten van het twaalfbootprogramma $ 132 miljard. Het beveiligen van de toeleveringsketen en het behouden van geschoolde arbeidskrachten zijn twee grote uitdagingen voor het programma.

## Algemene kenmerken
- Verwachte levensduur van 42 jaar
- Nucleaire brandstofkern die de onderzeeër gedurende de gehele verwachte levensduur zal aandrijven, in tegenstelling tot de onderzeeërs van de Ohioklasse, die halverwege de levensduur van de onderzeeër moeten worden bijgetankt.
- Raketlanceerbuizen die even groot zijn als die van de Ohioklasse, met een diameter van 2.200 mm en een hoogte die voldoende is om plaats te bieden aan een D-5 Trident II-raket.
- Diameter minstens zo groot als de 13 m straal van de Ohioklasse onderzeeërs
- 16 raketlanceerbuizen in plaats van 24 raketlanceerbuizen op onderzeeërs van de Ohioklasse.
- Elektrische aandrijving
- Kant-en-klare apparatuur ontwikkeld voor eerdere onderzeeërontwerpen (Virginia-klasse SSN's), waaronder een pompstraalvoortstuwer, echovrije coating en een Large Aperture Bow (LAB) sonarsysteem.
- De onderzeeër van de Columbiaklasse kan ook worden uitgerust met een Submarine Warfare Federated Tactical System (SWFTS), een cluster van systemen die sonar, optische beeldvorming, wapenbeheersing enz. integreren.

## Voortstuwing
In een poging om de levenscycluskosten en de akoestische signatuur te verminderen, zal de Columbiaklasse draaien op elektrische aandrijving - dat wil zeggen, het zal een elektromotor gebruiken om zijn propellers te laten draaien in plaats van de reductietandwielen en mechanische aandrijfsystemen die werden gebruikt op eerdere nucleair aangedreven onderzeeërs. Het zal de kernreactor en stoomturbines behouden die typisch zijn voor onderzeeërs van de Amerikaanse marine. In dergelijke systemen verwarmt de kernreactor water tot stoom, de turbines zetten de warmte in de stoom om in mechanische energie en de generatoren zetten die mechanische energie om in elektrische energie voor gebruik door de voortstuwingsmotoren en andere systemen aan boord.
Turbo-elektrische aandrijvingen werden met succes gebruikt op Amerikaanse slagschepen en vliegdekschepen in de eerste helft van de 20e eeuw, en op de kleine nucleair aangedreven onderzeeër USS Tullibee in de late jaren 1950. Een andere grotere nucleair aangedreven onderzeeër, USS Glenard P. Lipscomb, was uitgerust met een turbo-elektrische aandrijving, maar bleek te weinig vermogen, onbetrouwbaar en onderhoudsverslindend te zijn. Vanaf 2013 waren de enige operationele turbo-elektrisch aangedreven onderzeeërs de Le Triomphantklasse onderzeeërs van de Franse marine.
In 2014 werd Northrop Grumman gekozen als de belangrijkste ontwerper en fabrikant van Columbia's turbinegeneratoreenheden. Datzelfde jaar werd Leonardo DRS geselecteerd als de belangrijkste leverancier van voortstuwingsmotoren en aandrijvingen. De hoofdmotor van het schip is in augustus 2022 geleverd aan Electric Boat.

## Gemeenschappelijke raketcompartiment
In december 2008 werd General Dynamics Electric Boat Corporation geselecteerd om het Common Missile Compartment te ontwerpen dat zal worden gebruikt op de opvolger van de Ohioklasse. In 2012 kondigde de Amerikaanse marine plannen aan voor haar SSBN(X) om een gemeenschappelijk raketcompartiment (CMC) -ontwerp te delen met de Dreadnoughtklasse ballistische raketonderzeeër van de Royal Navy. De CMC zal SLBM's huisvesten in "quad packs".